# ناوچه کلاس پی‌آر-۷۲پی
ناوچه کلاس پی‌آر-۷۲پی (به انگلیسی: PR-72P-class corvette) یک کلاس از کشتی است که طول آن ۶۴ متر (۲۱۰ فوت) می‌باشد.